# Orfeó Vigatà
L'Orfeó Vigatà neix l'any 1902 sota el nom d'Orfeó de Sant Lluís Gonçaga, gràcies a l'entusiasme del jove seminarista Miquel Rovira i Serrabassa.
L'any 1910 fundà l'Escola Popular de Cant i Gimnàstica Rítmica adreçada als més menuts, per educar-los en la música i en el ritme, amb l'esperança que es convertís en el futur planter dels orfeonistes.
L'any 1915 el bisbe Torres i Bages donà el vist i plau per tal que el grup prengués el nom d'Orfeó Vigatà. Data d'aquest any també la confecció de la seva senyera distintiva. No fou fins un any més tard que el grup s'amplià amb veus femenines arribant a assolir la suma d'un centenar de cantaires.
L'any 1920 es fundà el Grup Excursionista i la Secció Dramàtica. És també des d'aquest any que el Grup de Teatre representa per Nadal Los pastorcillos en Belén, readaptats anys més tard a Els pastorets de Josep Maria Folch i Torres.
Durant la Guerra Civil el local de l'Orfeó Vigatà fou saquejat i clausurat. Es destruí bona part del seu arxiu musical, i cantaires, alumnes i socis quedaren totalment desconnectats uns dels altres.
Acabada la guerra, Mn. Miquel aconseguí reunir bona part dels seus seguidors i aviat reprengueren les activitats. D'elles cal destacar-ne la instauració de L'Aplec de Sant Miquel dels Sants a Puig-l'Agulla.
Mn. Miquel morí l'any 1957, però la seva tasca continuà sota la batuta del Mestre Rafael Subirachs, que havia entrat de molt petit a l'Escola de Gimnàstica Rítmica, i que des de 1924 tenia el càrrec de sotsdirector. Amb ell l'Orfeó Vigatà organitzà els Festivals de Música de finals dels anys cinquanta i mitjans dels seixanta.
Diferents directors es succeïren des de 1967: Mn. Andreu Ramírez, Santi Riera, Joaquim Maideu, Pere Sellarès, Mn. Ramon Vidal i Àngel Colomer.
Amb Antoni Coll i Cruells (1982-88) l'Orfeó Vigatà inicià una etapa de formació musical adreçada als cantaires (solfeig, cant, instruments), i de projecció internacional, que va continuar sota la direcció de Josep Maria Mas i Bigas (1988-2000).
El setembre del 2000 l'Orfeó Vigatà enceta una etapa de renovació interna, sota la direcció de Benet Camps i Marsal, incrementant el nombre de components fins a uns 50 cantaires, i renovant el seu repertori amb obres de variats estils i èpoques, amb la fita immediata del centenari de l'entitat (2002). Durant aquest període va actuar, entre d'altres, a la Basílica de Santa Maria de Montserrat, al Palau de la Música Catalana i al Gran Teatre del Liceu. D'aquesta època també cal destacar la trajectòria internacional del cor, que va actuar a diferents països europeus com Itàlia, Alemanya, Bulgària, França i Bèlgica.
L'any 2017, l'Orfeó Vigatà comença una nova etapa sota la direcció de Daniel Antolí i Plaza, posant un èmfasi especial en el treball de la veu i diversos projectes de producció pròpia. Cal destacar Pictofonies, una curiosa combinació entre “quadres que s'escolten i músiques que es veuen”, així com la participació a l'espectacle de divulgació de l'òpera Simfonova en diferents teatres de Catalunya, acabant la seva gira al gran Teatre del Liceu. En aquesta nova etapa experimenta un important salt qualitatiu i amplia el seu repertori treballant altres estils musicals. Cal destacar la col·laboració amb l'Orquestra Barcelona Filharmonia, l'Orquestra Ciutat de Vic i la Simfònica del Vallès. Actualment, l'Orfeó Vigatà està treballant en projectes innovadors que integren diferents disciplines artístiques, com és el cas de la Ruta del Barroc, visita musical pels espais del Segle d'Or Vigatà.
El 2022 l'Orfeó Vigatà va rebre  la Creu de Sant Jordi en motiu del seu 120è aniversari.